# نینا الستد

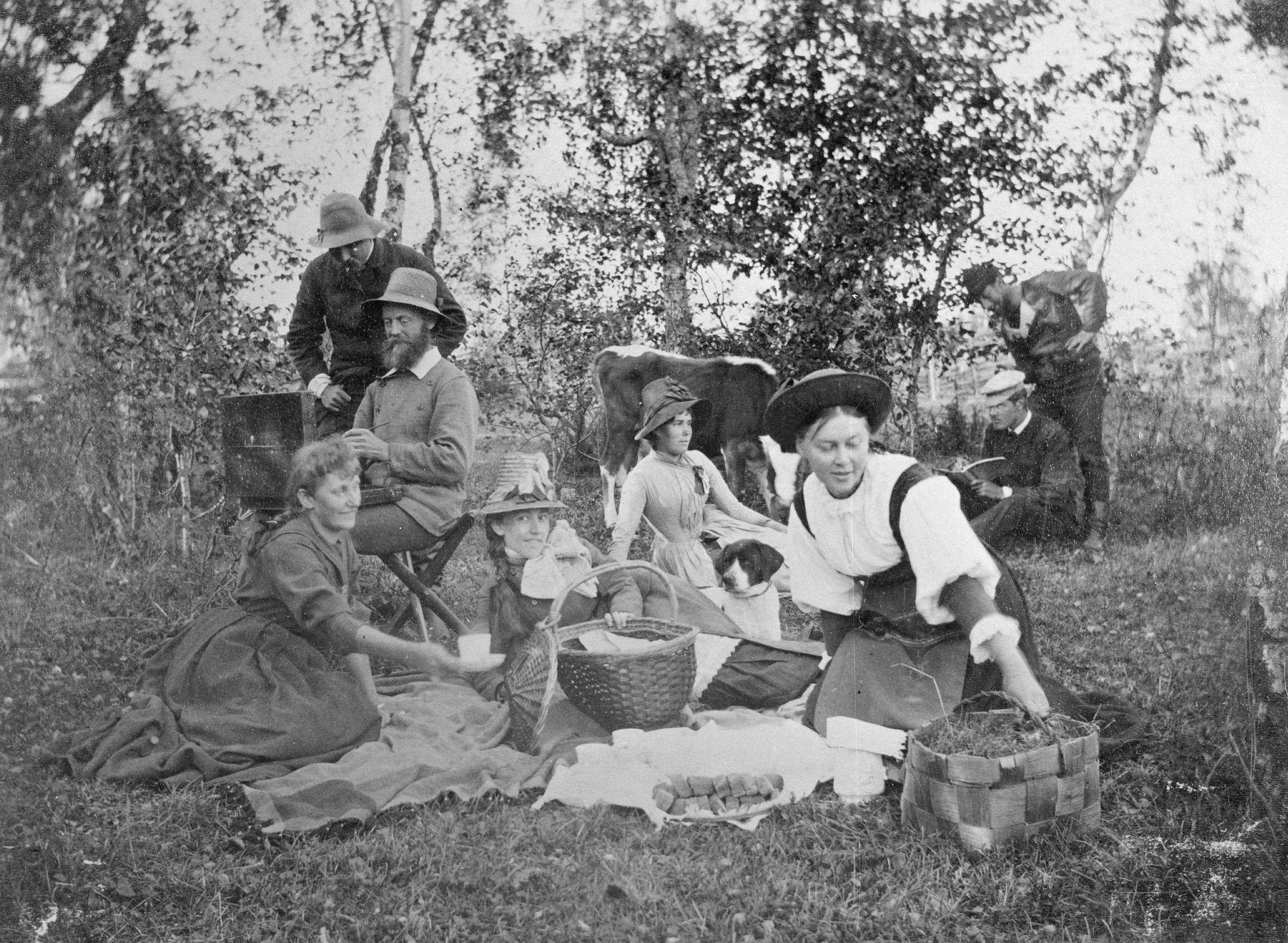
نینا اُلْسْتِد، ۱۸۸۶ در جزایر الند

نینا اُلْسْتِد (۱۸۵۳–۱۹۰۷) نقاش فنلاندی (متعلق به جمعیت سوئدی-زبان فنلاند) بود.

## پیشینه
او در مدرسه هنر در تورکو (۱۸۷۱–۱۸۷۶) و در آکادمی کولاروسی در پاریس (۱۸۸۰–۸۱ و دوباره در سال ۱۸۹۷) تحصیل کرد. پس از اولین حضور در سال ۱۸۷۸، او آثار خود را در نمایشگاه‌های هنرمندان فنلاند در سال‌های ۱۸۹۲، ۱۸۹۴–۱۸۹۹، ۱۹۰۲ و ۱۹۰۴ ارائه کرد
نینا اُلْسْتِد یکی از اولین هنرمندانی بود که در سال ۱۸۸۶ به ویکتور وسترهولم در کنار هنرمندان دیگردر جزایر الند پیوست.

## نگارخانه
- بانو در لباس صورتی، 1887
- کنار جاده، 1888
- دروازه (گریندن)، ۱۸۹۶